# Berhala Reping
Berhala Reping est une île située au Sud de l'île principale de Singapour. 

## Géographie
Elle s'étend sur environ 322 m de longueur pour une largeur approximative de 173 m.

## Histoire
Site militaire des années 1800 à 1956, deux canons Hotchkiss QF de 6 livres, y étaient disposés en 1894 en surveillance du détroit. En 1904, un des canons est démonté. Il est remplacé l'année suivante, et deux mitrailleuses moyennes sont ajoutées. En 1910, les 6-Pounders ont été enlevés et seules les mitrailleuses ont été gardées. 
En mars 1941, deux canons sont ré-établis en prévision d'un conflit avec le Japon. Ils ne seront jamais utilisés. 
Un golf occupe de nos jours le site.